# ニューベリー郡 (サウスカロライナ州)
ニューベリー郡（英: Newberry County）は、アメリカ合衆国サウスカロライナ州の中央部北西に位置する郡である。2010年国勢調査での人口は37,508人であり、2000年の36,108人から3.9%増加した。郡庁所在地はニューベリー市（人口10,277人）であり、同郡で人口最大の都市でもある。郡名の由来は明らかでないが、イングランドのニューベリーから採られたとする説がある。

## 歴史
ニューベリー郡は1785年にナインティシックス地区から来たヨーロッパ系アメリカ人によって設立された。正式に設立される以前に、アメリカ独立戦争で何度が戦場になった。例えば、1780年12月31日のウィリアムのプランテーションの戦い、1781年3月2日のマッドリックの戦い、1781年5月のブッシュリバーの戦いである。ニューベリーの町は1789年に郡庁所在地として設立され、町名がニューベリー・コートハウスと呼ばれたことがあった。
当初は自作農による農業だったが、19世紀には繊維の短い綿花を栽培する多くのプランテーションが設立された。コットンジンの発明によってその加工が利益の出るものになった。南北戦争前には奴隷のアフリカ系アメリカ人の労働によって支えられた綿花が主要作物だった。アフリカ系アメリカ人は郡人口の過半数を占めていた。多くのプランテーションが高収益だったので、農園主は郡や市で社会的特権階級を形成した。ニューベリーの町は商業町であり、1850年代初期には主要な町や市場とを繋ぐ鉄道が開通して拡張された。1856年、ルーテル教会によってニューベリー・カレッジが設立された。
南北戦争が郡の成長を阻害し、戦闘で多くの南部人の命が失われたことで、州の経済が停滞した。戦後、奴隷の解放により、レコンストラクション時代に社会的秩序に変化が起きた。1870年代後半までに、白人民主党が州議会の政治的権力を取り戻し、黒人から選挙権を取り上げる手段を導入した。これは1960年代半ばに公民権法が成立するまで続いた。白人支配の議会は人種差別の法を成立させ、これも1960年代半ばまで続いた。
最初の綿糸製造工場が建設されたのは1880年代であり、急速に郡経済の重要部分となり、職を確保したが、白人労働者に限定されたままだった。20世紀初期に農業の機械化が進み、労働需要が減退した。多くの黒人が郡や州を離れ、北部や中西部の工業都市に職を求めて移住した。アフリカ系アメリカ人の大移動と呼ばれている。

## 地理
アメリカ合衆国国勢調査局に拠れば、郡域全面積は647平方マイル (1,676 km2)であり、このうち陸地631平方マイル (1,634 km2)、水域は17平方マイル (43 km2)で水域率は2.55%である。

### 隣接する郡
- ユニオン郡 - 北
- フェアフィールド郡 - 東
- レキシントン郡 - 南東
- リッチランド郡 - 南東
- サルーダ郡 - 南
- グリーンウッド郡 - 南西
- ローレンス郡 - 北西

### 国立保護地域
- サムター国立の森（部分）

## 人口動態
以下は2000年国勢調査による人口統計データである。
| 基礎データ - 人口: 36,108人 - 世帯数: 14,026 世帯 - 家族数: 9,804 家族 - 人口密度: 22人/km2（57人/mi2） - 住居数: 16,805軒 - 住居密度: 10軒/km2（27軒/mi2） 人種別人口構成 - 白人: 64.02% - アフリカン・アメリカン: 33.12% - ネイティブ・アメリカン: 0.28% - アジア人: 0.29% - 太平洋諸島系: 0.09% - その他の人種: 1.30% - 混血: 0.90% - ヒスパニック・ラテン系: 4.25% 年齢別人口構成 - 18歳未満: 24.1% - 18-24歳: 9.8% - 25-44歳: 27.6% - 45-64歳: 23.7% - 65歳以上: 14.7% - 年齢の中央値: 37歳 - 性比（女性100人あたり男性の人口） - 総人口: 93.2 - 18歳以上: 89.8 | 世帯と家族（対世帯数） - 18歳未満の子供がいる: 30.4% - 結婚・同居している夫婦: 49.2% - 未婚・離婚・死別女性が世帯主: 16.1% - 非家族世帯: 30.1% - 単身世帯: 26.5% - 65歳以上の老人1人暮らし: 12% - 平均構成人数 - 世帯: 2.5人 - 家族: 2.99人 収入と家計 - 収入の中央値 - 世帯: 32,867米ドル - 家族: 40,580米ドル - 性別 - 男性: 29,871米ドル - 女性: 21,274米ドル - 人口1人あたり収入: 16,045米ドル - 貧困線以下 - 対人口: 17% - 対家族数: 13.6% - 18歳未満: 23.8% - 65歳以上: 16% |

## 都市と町
- ニューベリー - 郡庁所在地
- リトルマウンテン
- ピーク
- ポマリア
- プロスペリティ
- シルバーストリート
- ウィットマイア

## 公共事業
- ニューベリー郡上下水道公社
- ニューベリー電力協同組合
- クリントン・ニューベリー天然ガス公社